# Marc Burns

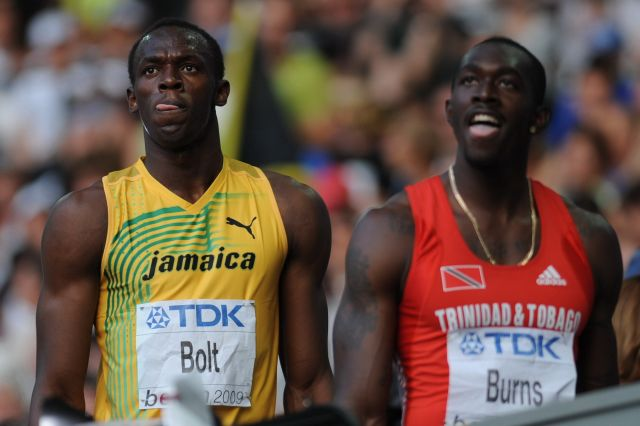
Marc Burns (rechts) bei den Weltmeisterschaften 2009

Marc Burns (* 7. Januar 1983 in Port of Spain) ist ein Sprinter aus Trinidad und Tobago. Er ist mehrfacher Medaillengewinner mit der 4-mal-100-Meter-Staffel bei Weltmeisterschaften und Olympischen Spielen.

## Werdegang
Schon als Junior konzentrierte er sich auf den 100-Meter-Lauf. Bei den Juniorenweltmeisterschaften 2000 in Santiago de Chile gewann er die Bronzemedaille, zwei Jahre später sicherte er sich bei der gleichen Veranstaltung in Kingston die Silbermedaille, und 2001 wurde er über diese Distanz panamerikanischer Juniorenmeister.
Bei seinen ersten Weltmeisterschaften 2001 in Edmonton, belegte Burns mit der 4-mal-100-Meter-Staffel den dritten Platz, der Jahre später in Silber umgewandelt wurde, nachdem die siegreiche US-Mannschaft nachträglich disqualifiziert worden war. Bei den Weltmeisterschaften 2003 in Paris/Saint-Denis startete Burns über 100 m, schied aber bereits im Vorlauf aus. Bei den Olympischen Spielen 2004 in Athen erreichte er mit der Staffel den siebten Platz.
Im Jahr 2005 gelang es Burns, seine Leistung explosionsartig zu steigern. Am 25. Juni 2005 verbesserte er seine persönliche Bestzeit um 16 Hundertstelsekunden auf 9,96 s. Bei den Weltmeisterschaften in Helsinki drang er bis in das Finale vor und erreichte mit einer Zeit von 10,14 s den siebten Platz. Am vorletzten Tag der Wettkämpfe gewann er mit der 4-mal-100-Meter-Staffel seines Landes die Silbermedaille.

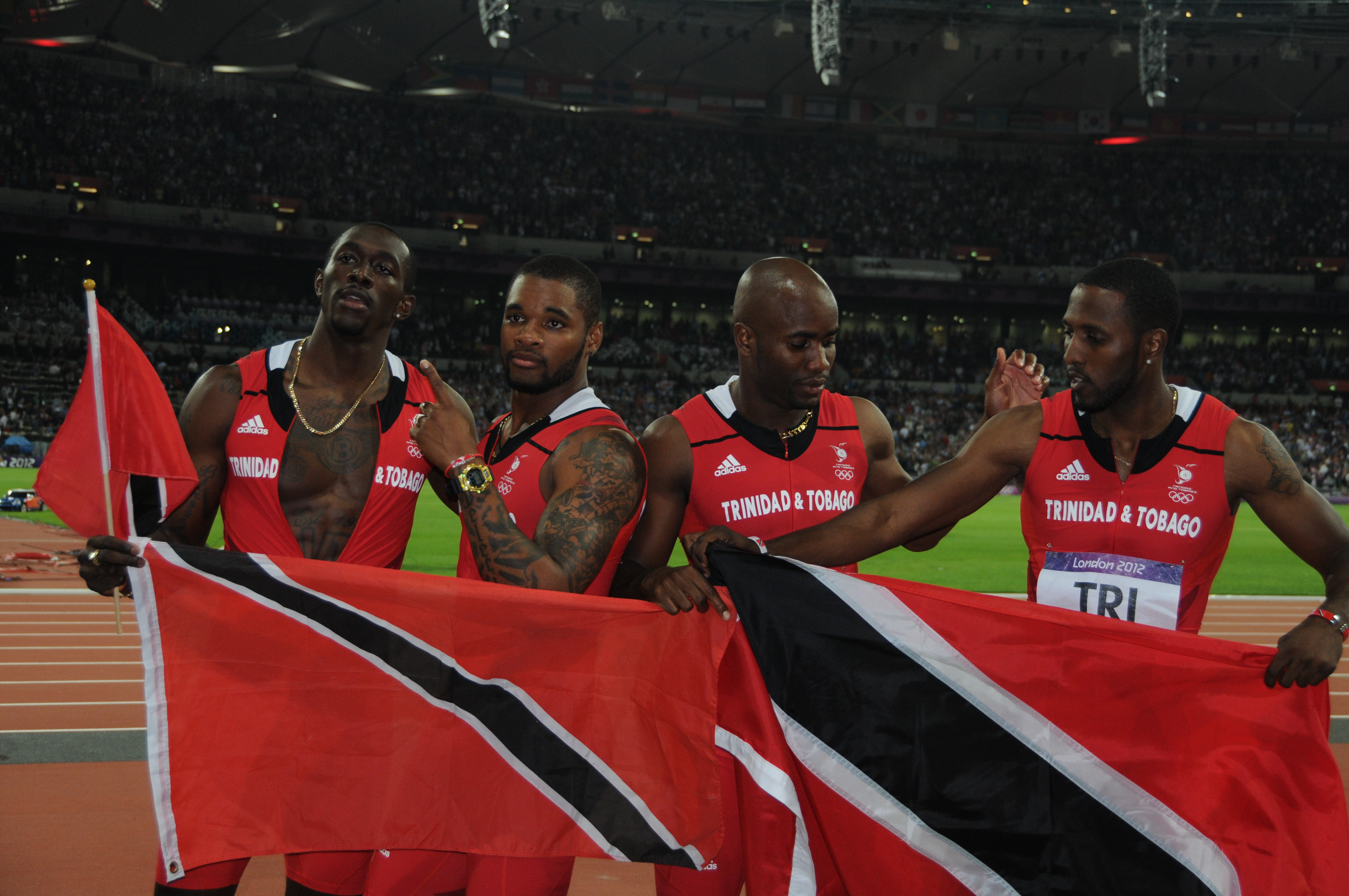
Burns (links) mit der Bronzestaffel 2012

Bei den Commonwealth Games 2006 in Melbourne gewann er die Bronzemedaille, bei den Weltmeisterschaften 2007 in Osaka wurde er Achter. 2008 gewann Burns bei den Olympischen Spielen in Peking mit der Staffel die Goldmedaille, im Einzel wurde er Siebter. Bei den Weltmeisterschaften 2009 in Berlin erreichte er erneut den siebten Platz und gewann mit der Staffel die Silbermedaille.
2011 wurde Burns bei den Weltmeisterschaften in Daegu mit der Staffel Sechster. In Istanbul startete er bei den Hallenweltmeisterschaften 2012 über 60 Meter und belegte den fünften Platz. Bei den Olympischen Spielen in London gewann er mit der Staffel die Bronzemedaille. Aufgrund einer positiven Dopingprobe bei Tyson Gay erhielt die Staffel im Mai 2015 nachträglich die Silbermedaille.
Marc Burns hat bei einer Größe von 1,85 m ein Wettkampfgewicht von 84 kg. Von 2002 bis 2005 wurde er viermal in Folge Meister seines Heimatlandes.

## Persönliche Bestzeiten
- 100 m: 9,96 s, 25. Juni 2005, Port of Spain
- 200 m: 20,57 s, 21. Mai 2005, Hermosillo